# Resolució 2359 del Consell de Seguretat de les Nacions Unides
La Resolució 2359 del Consell de Seguretat de les Nacions Unides, redactada per França, fou adoptada per unanimitat el 21 de juny de 2017. El Consell va donar la benvinguda a la iniciativa de cinc països del Sahel (Burkina Faso, Mali, Mauritània, Níger i Txad) anomenats col·lectivament el "G5 Sahel", d'establir un exèrcit i força policial de 5.000 soldats per combatre l'amenaça terrorista transnacional relacionada amb el crim a la regió.

## Antecedents
El G4 Sahel es va establir el 19 de desembre de 2014 per treballar junts en desenvolupament i seguretat. La seu central es troba a la capital de Mauritània, Nouakchott. La regió havia estat lluitant contra grups islàmics armats durant uns anys. El 2013 l'avanç d'alguns grups, alguns d'ells vinculats a Al Qaeda, va ser revertit per una intervenció francesa. Tanmateix, des de llavors han seguit atacant al centre de Mali, així com a Burkina Faso i Níger. Desenes de soldats de pau de la MINUSMA, activa a Mali des de 2013, ja havien estat assassinats. Ni la força de pau ni els països implicats tenien les capacitats necessàries per implementar ofensives contra els grups terroristes. Només les forces franceses de l'operació Barkhana tenien aquestes habilitats.

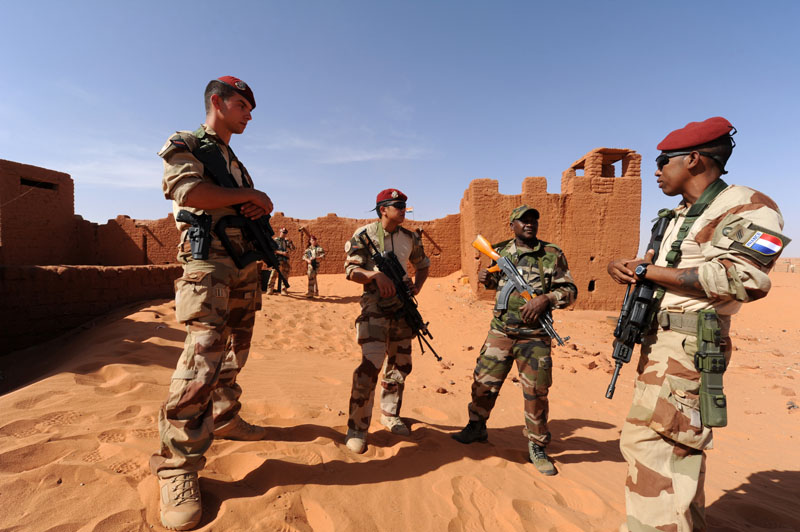
Tropes franceses i nigerines a Fort de Madama, nord-est de Níger

La nova força del G5 Sahel es va establir a Mali i també era dirigida per un general malià. En particular, hauria d'enfortir la cooperació militar a les fronteres dels països afectats. Sobretot, les fronteres entre Mauritània i Mali, Mali, Níger i Burkina Faso i Níger i el Txad. A França li Hauria agradat proporcionar suport financer i logístic de les Nacions Unides, però s'havia eliminat durant les negociacions sobre aquesta resolució. El secretari general, António Guterres, va demanar que la nova força treballés estretament amb les forces franceses a Mali. Això també beneficiaria a la MINUSMA.

## Contingut
El terrorisme transfronterer i el crim a la regió del Sahel eren de gran interès per al Consell de Seguretat. A la regió eren actives les bandes terroristes Moviment per la Unicitat i la Gihad (MUJAO), Al-Qaida del Magrib Islàmic (AQMI), Ansar Dine i Al-Mourabitoun. El març de 2017 el líder d'Ansar Dine, Iyad Ag Ghaly, va anunciar la fusió del seu grup amb AQMI i Al-Mourabitoun en el Jama'at Nasr al-Islam wal Muslimin.
El G5 Sahel volia fer front al problema amb operacions militars conjuntes. Van rebre el suport de l'exèrcit francès, que tenia uns 4.000 soldats a la regió. Al febrer de 2017 van fundar la Force conjointe du G5 Sahel o "FC-G5S". Havia de restaurar la pau i la seguretat a la regió amb 5.000 soldats. La Unió Europea ja havia compromès 50 milions d'euros de suport financer. El Consell de Seguretat i Pau de la Unió Africana ho havia acceptat. Segons la Carta de les Nacions Unides calia l'aprovació del Consell de Seguretat de l'ONU. El Consell de Seguretat també va decidir avaluar l'operació en un termini de quatre mesos.
També havien avançat els esforços en l'acord de pau i seguretat que es va concloure a Mali després de la guerra civil en aquest país. La seva implementació continuava retardant-se. Les forces de pau MINUSMA encara no tenien la capacitat per complir el seu mandat correctament.